# Paisprezece ajutători

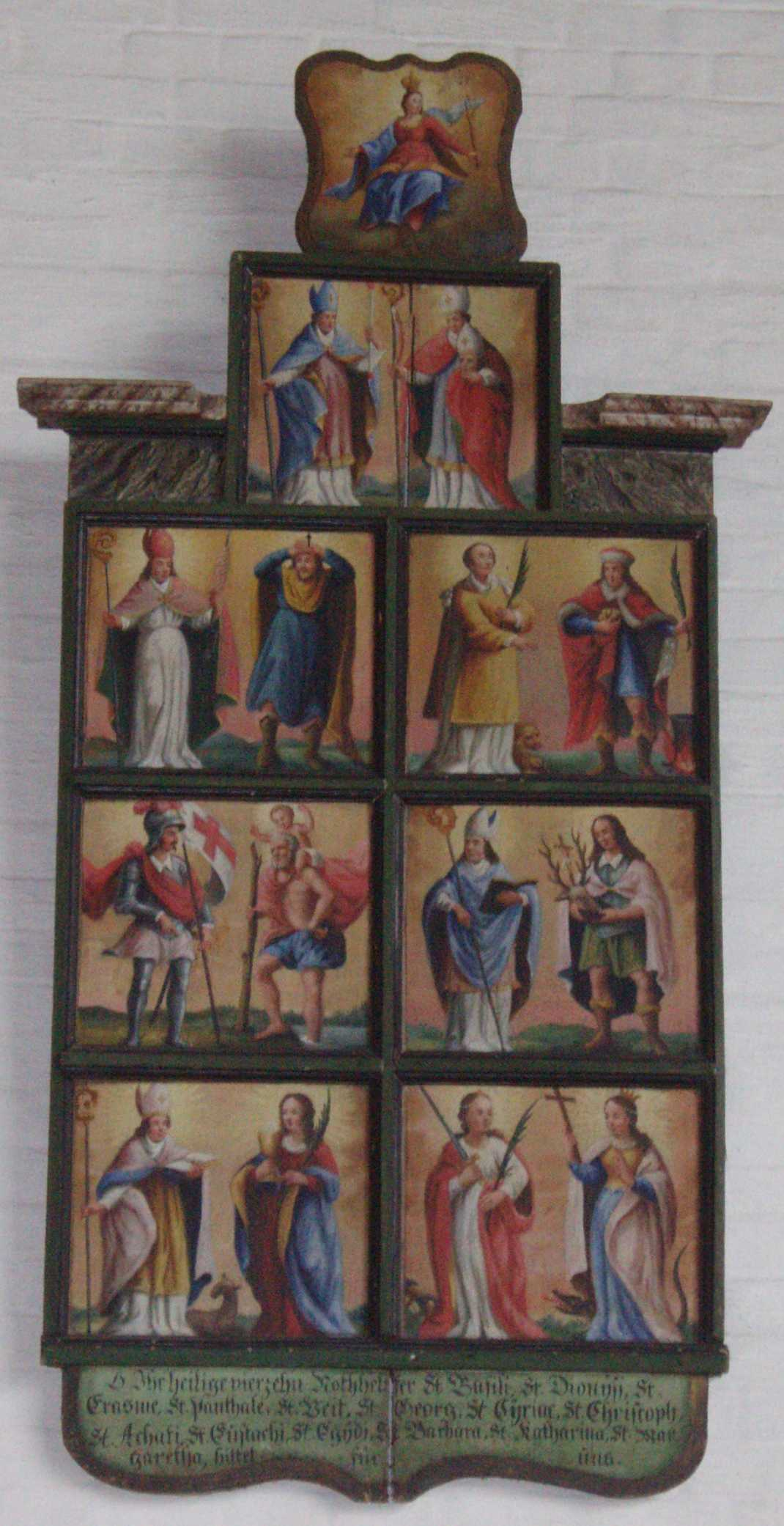
Cei 14 sfinți ajutători în biserica din Eitensheim (Germania)

Cei paisprezece ajutători (în germană Vierzehn Nothelfer sau Vierzehnheiligen) sunt 14 sfinți creștini, majoritatea trăitori în secolele II-IV. Grupa cuprinde 3 persoane feminine și 11 persoane masculine, din care 13 au murit ca martiri. 
În tradiția romano-catolică, grupa este compusă de regulă din următorii sfinți: Agaton, Egidiu, Varvara, Blasiu, Cristofor, Cyriacus (Țiriac), Dionisie, Elmo, Eustațiu, Gheorghe, Ecaterina a Alexandriei, Margareta a Antiohiei, Pantelimon (Pantaleon) și Vitus.

## Galerie de imagini

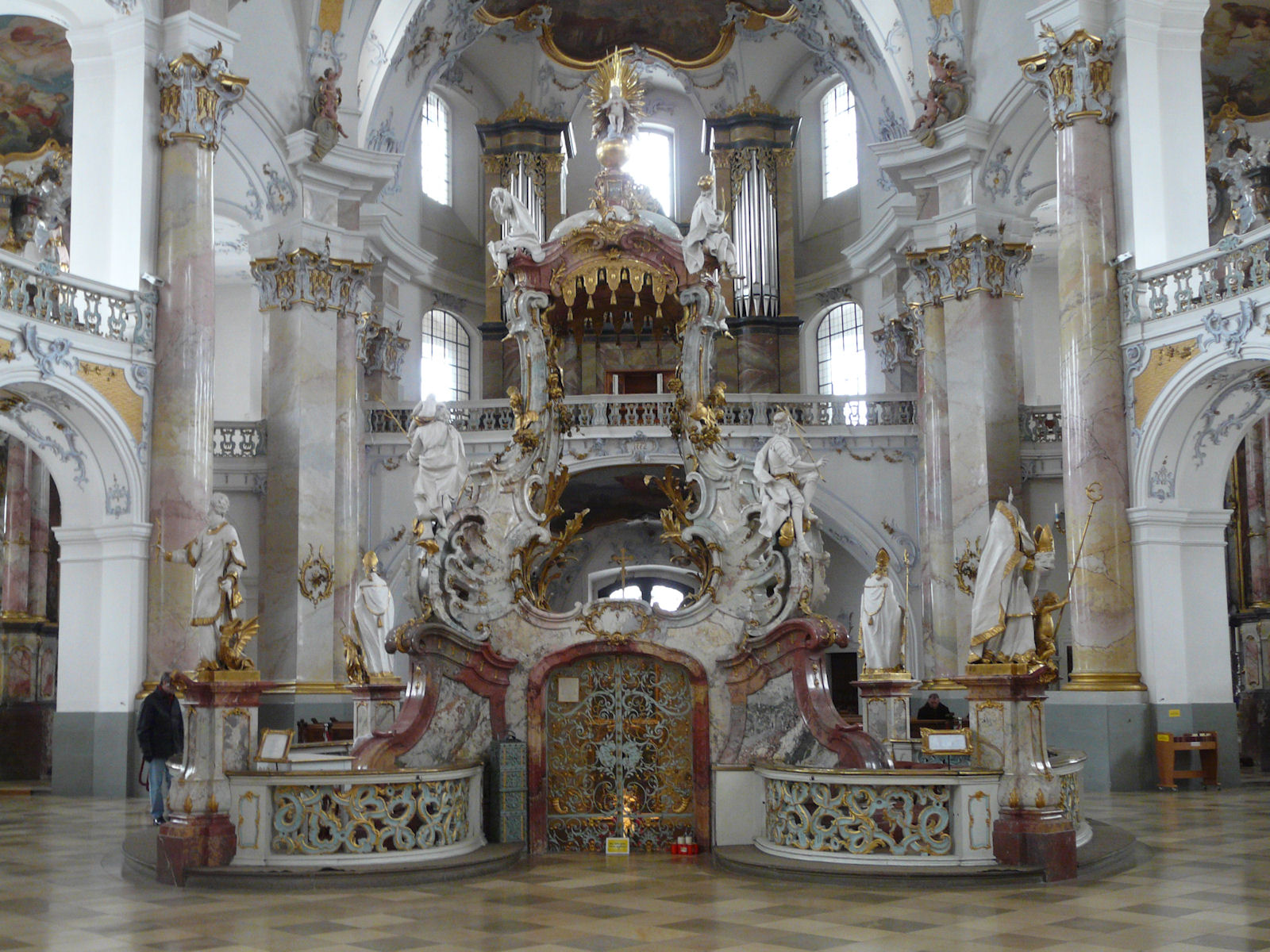
Basilica "Vierzehnheiligen" din Bad Staffelstein (Germania), dedicată celor 14 sfinți ajutători